# Leichtathletik-Weltmeisterschaften 2011/Teilnehmer (Mongolei)
| Goldmedaillen | Silbermedaillen | Bronzemedaillen |
| ------------- | --------------- | --------------- |
| —             | —               | —               |

Der mongolische Leichtathletik-Verband stellte bei den Leichtathletik-Weltmeisterschaften 2011 im südkoreanischen Daegu eine Teilnehmerin und einen Teilnehmer.

## Ergebnisse

### Männer

#### Laufdisziplinen
| Athlet               | Disziplin | Vorlauf | Vorlauf | Halbfinale | Halbfinale | Finale    | Finale |
| Athlet               | Disziplin | Zeit    | Platz   | Zeit       | Platz      | Zeit      | Platz  |
| -------------------- | --------- | ------- | ------- | ---------- | ---------- | --------- | ------ |
| Bat-Otschiryn Ser-Od | Marathon  |         |         |            |            | 2:16:41 h | 20     |

### Frauen

#### Laufdisziplinen
| Athletin                     | Disziplin | Vorlauf | Vorlauf | Halbfinale | Halbfinale | Finale    | Finale |
| Athletin                     | Disziplin | Zeit    | Platz   | Zeit       | Platz      | Zeit      | Platz  |
| ---------------------------- | --------- | ------- | ------- | ---------- | ---------- | --------- | ------ |
| Luwsanlchündegiin Otgonbajar | Marathon  |         |         |            |            | 2:45:58 h | 39     |